# Paesi Bassi ai Giochi della XXIX Olimpiade
I Paesi Bassi hanno partecipato ai Giochi della XXIX Olimpiade di Pechino, svoltisi dall'8 al 24 agosto 2008, con una delegazione di 237 atleti.

## Medaglie
| Medaglia | Atleta | Sport           | Evento                                   |
| -------- | --- | --------------- | ---------------------------------------- |
| Oro      | Inge Dekker Ranomi Kromowidjojo Femke Heemskerk Marleen Veldhuis Hinkelien Schreuder Manon van Rooijen                                                 | Nuoto           | Staffetta 4x100 m stile libero femminile |
| Oro      | Marit van Eupen Kirsten van der Kolk | Canottaggio     | 2 di coppia pesi leggeri femminile       |
| Oro      | Marianne Vos | Ciclismo        | Corsa a punti femminile                  |
| Oro      | Anky van Grunsven | Equitazione     | Dressage individuale                     |
| Oro      | Maarten van der Weijden | Nuoto           | Fondo 10 km maschile                     |
| Oro      | Paesi Bassi | Pallanuoto      | Torneo femminile                         |
| Oro      | Paesi Bassi | Hockey su prato | Torneo femminile                         |
| Argento  | Deborah Gravenstijn | Judo            | 57 kg femminile                          |
| Argento  | Anky van Grunsven Hans Peter Minderhoud Imke Schellekens-Bartels                                                                                       | Equitazione     | Dressage a squadre                       |
| Argento  | Annemieke Bes Mandy Mulder Merel Witteveen | Vela            | Yngling                                  |
| Argento  | Femke Dekker Annemiek de Haan Nienke Kingma Roline Repelaer van Driel Annemarieke van Rumpt Sarah Siegelaar Marlies Smulders Helen Tanger Ester Workel | Canottaggio     | Otto femminile                           |
| Argento  | Lobke Berkhout Marcelien de Koning | Vela            | 470 femminile                            |
| Bronzo   | Ruben Houkes | Judo            | 60 kg maschile                           |
| Bronzo   | Elisabeth Willeboordse | Judo            | 63 kg femminile                          |
| Bronzo   | Edith Bosch | Judo            | 70 kg femminile                          |
| Bronzo   | Henk Grol | Judo            | 100 kg maschile                          |

### Medaglie per disciplina
| Sport           | Oro | Argento | Bronzo | Totale |
| --------------- | --- | ------- | ------ | ------ |
| Nuoto           | 2   | 0       | 0      | 2      |
| Canottaggio     | 1   | 1       | 0      | 2      |
| Equitazione     | 1   | 1       | 0      | 2      |
| Ciclismo        | 1   | 0       | 0      | 1      |
| Hockey su prato | 1   | 0       | 0      | 1      |
| Pallanuoto      | 1   | 0       | 0      | 1      |
| Vela            | 0   | 2       | 0      | 2      |
| Judo            | 0   | 1       | 4      | 5      |

### Plurimedagliati
| Atleta            | Sport       | Oro | Argento | Bronzo | Totale |
| ----------------- | ----------- | --- | ------- | ------ | ------ |
| Anky van Grunsven | Equitazione | 1   | 1       | 0      | 2      |

## Atletica leggera
| Gara              | Atleta                                                                                   | Batterie | Batterie | Quarti  | Quarti | Semifinali | Semifinali | Finale       | Finale       |
| Gara              | Atleta                                                                                   | Tempo    | Pos.     | Tempo   | Pos.   | Tempo      | Pos.       | Tempo        | Pos.         |
| ----------------- | ---------------------------------------------------------------------------------------- | -------- | -------- | ------- | ------ | ---------- | ---------- | ------------ | ------------ |
| 800 m             | Robert Lathouwers                                                                        |          |          | 1'46"94 | 3      |            |            |              |              |
| 110 m ostacoli    | Gregory Sedoc                                                                            | 13"54    | 4        | 13"43   | 2      | 13"60      | 6          |              |              |
| 110 m ostacoli    | Marcel van der Westen                                                                    | 13"50    | 2        | 13"48   | 1      | 13"45      | 6          |              |              |
| Staffetta 4x100 m | Caimin Douglas Maarten Heisen Guus Hoogmoed Patrick van Luijk Gregory Sedoc Virgil Spier |          |          |         |        | 38"87      | 3          | squalificati | squalificati |

| Gara     | Atleta       | Tempo     | Posizione |
| -------- | ------------ | --------- | --------- |
| Maratona | Kamiel Maase | 2h 20'30" | 39        |

| Gara             | Atleta       | Qualificazioni | Qualificazioni | Finale  | Finale |
| Gara             | Atleta       | Misura         | Pos.           | Misura  | Pos.   |
| ---------------- | ------------ | -------------- | -------------- | ------- | ------ |
| Getto del peso   | Rutger Smith | 20,13 m        | 10             | 20,41 m | 9      |
| Lancio del disco | Rutger Smith | 65,65 m        | 3              | 65,39 m | 7      |

| Prova                | Eugène Martineau | Eugène Martineau | Eugène Martineau |
| Prova                | Risultato        | Punti            | Pos.             |
| -------------------- | ---------------- | ---------------- | ---------------- |
| 100 metri            | 11"19            | 819              | 26               |
| Salto in lungo       | 7,19 m           | 859              | 17               |
| Getto del peso       | 13,78 m          | 715              | 24               |
| Salto in alto        | 1,99 m           | 794              | 11               |
| 400 metri            | 49"99            | 815              | 19               |
| 110 metri ostacoli   | 14"73            | 882              | 23               |
| Lancio del disco     | 44,09 m          | 748              | 20               |
| Salto con l'asta     | 4,70 m           | 819              | 12               |
| Tiro del giavellotto | 71,44 m          | 911              | 2                |
| 1500 metri           | 4'37"96          | 693              | 10               |
| Totale               |                  | 8055             | 14               |

| Gara    | Atleta          | Tempo    | Posizione |
| ------- | --------------- | -------- | --------- |
| 10000 m | Lornah Kiplagat | 30'42"27 | 8         |
| 10000 m | Hilda Kibet     | 31'29"69 | 15        |

| Prova                | Laurien Hoos | Laurien Hoos | Laurien Hoos | Jolanda Keizer | Jolanda Keizer | Jolanda Keizer |
| Prova                | Risultato    | Punti        | Pos.         | Risultato      | Punti          | Pos.           |
| -------------------- | ------------ | ------------ | ------------ | -------------- | -------------- | -------------- |
| 100 metri ostacoli   | 13"52        | 1047         | 8            | 13"90          | 993            | 25             |
| Salto in alto        | 1,65 m       | 795          | 37           | 1,83 m         | 1016           | 5              |
| Getto del peso       | 14,98 m      | 860          | 4            | 15,15 m        | 871            | 3              |
| 200 metri            | 24"57        | 927          | 17           | 23"97          | 984            | 6              |
| Salto in lungo       | 5,74 m       | 771          | 34           | 6,15 m         | 896            | 13             |
| Tiro del giavellotto | 48,54 m      | 832          | 6            | 42,76 m        | 720            | 20             |
| 800 metri            | non partita  | non partita  | non partita  | 2'15"21        | 890            | 16             |
| Totale               |              | non concluso | non concluso |                | 6370           | 9              |

## Baseball
La nazionale olandese si è qualificata per i Giochi come campione europeo 2007.

### Squadra
- Lanciatori:
  - David Bergman
  - Leon Boyd
  - Rob Cordemans
  - Michiel van Kampen
  - Diegomar Markwell
  - Shairon Martis
  - Loek van Mil
  - Alexander Smit
  - Juan Carlos Sulbaran
  - Pim Walsma
- Ricevitori:
  - Sidney de Jong
  - Tjerk Smeets
- Interni:
  - Sharnol Adriana
  - Yurendell de Caster
  - Michael Duursma
  - Percy Isenia
  - Roel Koolen
  - Raily Legito
  - Jeroen Sluijter
- Esterni:
  - Bryan Engelhardt
  - Eugene Kingsale
  - Dirk van 't Klooster
  - Martijn Meeuwis
  - Danny Rombley

### Prima fase
| Data      | Ora locale | Partita       | Partita         | Partita       |
| --------- | ---------- | ------------- | --------------- | ------------- |
| 13 agosto | 10.30      | Taipei cinese | 5-0             | Paesi Bassi   |
| 14 agosto | 10.30      | Paesi Bassi   | 0-7 (8 inning)  | Stati Uniti   |
| 15 agosto | 19.00      | Giappone      | 6-0             | Paesi Bassi   |
| 16 agosto | 18.00      | Cina          | 4-6             | Paesi Bassi   |
| 18 agosto | 18.00      | Paesi Bassi   | 3-14 (8 inning) | Cuba          |
| 19 agosto | 10.30      | Paesi Bassi   | 0-4             | Canada        |
| 20 agosto | 11.30      | Paesi Bassi   | 0-10 (8 inning) | Corea del Sud |

|  | Qualificate alle semifinali |
|  | Eliminate                   |

| Squadra       | Gioc | Vinte | Perse | Pt.fat | Pt.sub | Perc  |
| ------------- | ---- | ----- | ----- | ------ | ------ | ----- |
| Corea del Sud | 7    | 7     | 0     | 41     | 22     | 1.000 |
| Cuba          | 7    | 6     | 1     | 52     | 23     | .857  |
| Stati Uniti   | 7    | 5     | 2     | 40     | 22     | .714  |
| Giappone      | 7    | 4     | 3     | 36     | 14     | .571  |
| Taipei cinese | 7    | 2     | 5     | 29     | 33     | .286  |
| Canada        | 7    | 2     | 5     | 29     | 20     | .286  |
| Paesi Bassi   | 7    | 1     | 6     | 9      | 50     | .143  |
| Cina          | 7    | 1     | 6     | 14     | 60     | .143  |

## Beach volley

### Torneo maschile
I Paesi Bassi sono stati rappresentati da due coppie: una coppia formata da Emiel Boersma e Bram Ronnes, l'altra da Reinder Nummerdor e Richard Schuil.

#### Prima fase
Gruppo E
| 9 agosto   | 10.00 | Nummerdor - Schuil | 2-0 (21-14, 21-15)       | Laciga M. - Schnider | Beach Volleyball Ground |
| 11 agosto  | 21:00 | Nummerdor - Schuil | 2-1 (13-21, 21-15, 15-9) | Kjemperud - Skarlund | Beach Volleyball Ground |
| 13/08/2008 | 20:00 | Nummerdor - Schuil | 2-0 (21-16, 21-16)       | Klemperer - Koreng   | Beach Volleyball Ground |

| posiz | squadra                          | G | W | P | Sv | Sp | Pf  | Ps  | Pts |
| ----- | -------------------------------- | - | - | - | -- | -- | --- | --- | --- |
| 1     | Nummerdor - Schuil (Paesi Bassi) | 3 | 3 | 0 | 6  | 1  | 133 | 106 | 6   |
| 2     | Laciga M. - Schnider (Svizzera)  | 3 | 2 | 1 | 4  | 2  | 113 | 102 | 5   |
| 3     | Klemperer - Koreng (Germania)    | 3 | 1 | 2 | 2  | 5  | 118 | 132 | 4   |
| 4     | Kjemperud - Skarlund (Norvegia)  | 3 | 0 | 3 | 2  | 6  | 123 | 147 | 3   |

Gruppo F
| 10 agosto | 21.00 | Gibb - Rosenthal      | 2-0 (21-16, 21-15)        | Boersma E. - Ronnes | Beach Volleyball Ground |
| 12 agosto | 18:00 | Boersma E. - Ronnes   | 1-2 (15-21, 25-23, 11-15) | Asahi - Shiratori   | Beach Volleyball Ground |
| 14 agosto | 20:00 | Brink - Dieckmann Ch. | 0-2 (16-21, 20-22)        | Boersma E. - Ronnes | Beach Volleyball Ground |

| posiz | squadra                           | G | W | P | Sv | Sp | Pf  | Ps  | Pts |
| ----- | --------------------------------- | - | - | - | -- | -- | --- | --- | --- |
| 1     | Gibb - Rosenthal (Stati Uniti)    | 3 | 3 | 0 | 6  | 1  | 142 | 111 | 6   |
| 2     | Asahi - Shiratori (Giappone)      | 3 | 1 | 2 | 3  | 5  | 147 | 151 | 4   |
| 3     | Boersma E. - Ronnes (Paesi Bassi) | 3 | 1 | 2 | 3  | 4  | 125 | 137 | 4   |
| 4     | Brink - Dieckmann Ch. (Germania)  | 3 | 1 | 2 | 2  | 4  | 106 | 121 | 4   |

Ripescaggi
| 14 agosto | 22.00 | Boersma E. - Ronnes | 0-2 (16-21, 25-27) | Klemperer - Koreng | Beach Volleyball Ground |

#### Seconda fase
| Ottavi di finale | Ottavi di finale | Ottavi di finale   | Ottavi di finale   | Ottavi di finale | Ottavi di finale        |
| ---------------- | ---------------- | ------------------ | ------------------ | ---------------- | ----------------------- |
| 16 agosto        | 12.00            | Nummerdor - Schuil | 2-0 (21-16, 21-14) | Schacht - Slack  | Beach Volleyball Ground |
| Quarti di finale |                  |                    |                    |                  |                         |
| 18 agosto        | 11.00            | Nummerdor - Schuil | 0-2 (19-21, 19-21) | Geor - Gia       | Beach Volleyball Ground |

### Torneo femminile
I Paesi Bassi sono stati rappresentati da Rebekka Kadijk e Merel Mooren.

#### Prima fase
| 9 agosto  | 18.00 | Branagh - Youngs            | 2-0 (21-19, 27-25) | Kadijk R. - Mooren | Beach Volleyball Ground |
| 11 agosto | 12:00 | Esteves Ribalta - M. Crespo | 2-0 (21-11, 21-15) | Kadijk R. - Mooren | Beach Volleyball Ground |
| 13 agosto | 23:00 | Pohl - Rau                  | 2-0 (21-19, 21-18) | Kadijk R. - Mooren | Beach Volleyball Ground |

| posiz | squadra                            | G | W | P | Sv | Sp | Pf  | Ps  | Pts |
| ----- | ---------------------------------- | - | - | - | -- | -- | --- | --- | --- |
| 1     | Branagh - Youngs (Stati Uniti)     | 3 | 3 | 0 | 6  | 1  | 139 | 129 | 6   |
| 2     | Pohl - Rau (Germania)              | 3 | 2 | 1 | 4  | 2  | 117 | 115 | 5   |
| 3     | Esteves Ribalta - M. Crespo (Cuba) | 3 | 1 | 2 | 3  | 4  | 130 | 117 | 4   |
| 4     | Kadijk R. - Mooren (Paesi Bassi)   | 3 | 0 | 3 | 0  | 6  | 107 | 132 | 3   |

## Calcio

### Torneo maschile

#### Squadra
Allenatore:  Foppe de Haan
| N. | Pos. | Giocatore          | Data nascita (età)     | Pres. | Reti | Squadra              |
| -- | ---- | ------------------ | ---------------------- | ----- | ---- | -------------------- |
| 1  | P    | Piet Velthuizen    | 3 novembre 1986 (21)   |       |      | Vitesse Arnhem       |
| 2  | D    | Gianni Zuiverloon  | 30 dicembre 1986 (21)  |       |      | West Bromwich Albion |
| 3  | D    | Dirk Marcellis     | 13 aprile 1988 (19)    |       |      | PSV                  |
| 4  | D    | Kew Jaliens        | 15 settembre 1978 (29) |       |      | AZ Alkmaar           |
| 5  | D    | Erik Pieters       | 7 agosto 1988 (20)     |       |      | PSV                  |
| 6  | D    | Kees Luijckx       | 11 febbraio 1986 (22)  |       |      | AZ Alkmaar           |
| 7  | C    | Jonathan de Guzmán | 12 settembre 1987 (20) |       |      | Feyenoord            |
| 8  | C    | Urby Emanuelson    | 16 giugno 1986 (22)    |       |      | Ajax                 |
| 9  | A    | Roy Makaay         | 9 marzo 1975 (33)      |       |      | Feyenoord            |
| 10 | A    | Gerald Sibon       | 19 aprile 1974 (34)    |       |      | Heerenveen           |
| 11 | A    | Ryan Babel         | 19 dicembre 1986 (21)  |       |      | Liverpool            |
| 12 | C    | Hedwiges Maduro    | 13 febbraio 1985 (23)  |       |      | Valencia             |
| 13 | D    | Calvin Jong-a-Pin  | 18 luglio 1986 (22)    |       |      | Heerenveen           |
| 14 | C    | Evander Sno        | 9 aprile 1987 (21)     |       |      | Celtic               |
| 15 | C    | Royston Drenthe    | 8 aprile 1987 (21)     |       |      | Real Madrid          |
| 16 | A    | Roy Beerens        | 22 dicembre 1987 (20)  |       |      | Heerenveen           |
| 17 | C    | Otman Bakkal       | 27 febbraio 1985 (23)  |       |      | PSV                  |
| 18 | P    | Kenneth Vermeer    | 10 gennaio 1986 (21)   |       |      | Ajax                 |

#### Prima fase
| Tientsin 7 agosto 2008, ore 19:45 UTC+8 | Paesi Bassi | 0 – 0 referto | Nigeria | Tianjin Olympic Centre Stadium (52.390 spett.)\| Arbitro: \| Pozo \| |
| Arbitro:                                | Pozo        |               |         |                                                                      |

| Arbitro: | Hester |

|                           |           |                     |
| Kljestan 64’ Altidore 72’ | Marcatori | 16’ Babel 93’ Sibon |

| Arbitro: | Baldassi |

|                  |           |  |
| Sibon 73’ (rig.) | Marcatori |  |

| Squadra     | P.ti | G | V | N | P | GF | GS | DR |
| ----------- | ---- | - | - | - | - | -- | -- | -- |
| Nigeria     | 7    | 3 | 2 | 1 | 0 | 4  | 2  | +2 |
| Paesi Bassi | 5    | 3 | 1 | 2 | 0 | 3  | 2  | +1 |
| Stati Uniti | 4    | 3 | 1 | 1 | 1 | 4  | 4  | 0  |
| Giappone    | 0    | 3 | 0 | 0 | 3 | 1  | 4  | -3 |

#### Seconda fase
Quarti di finale
| Arbitro: | Marrufo |

|                         |           |            |
| Messi 14’ Di María 105’ | Marcatori | 36’ Bakkal |

## Canoa/kayak
| Gara         | Atleta        | Preliminari | Preliminari | Preliminari | Preliminari | Semifinali | Semifinali | Finale | Finale | Finale | Finale |
| Gara         | Atleta        | Manche 1    | Manche 2    | Totale      | Pos.        | Tempo      | Pos.       | Tempo  | Pos.   | Totale | Pos.   |
| ------------ | ------------- | ----------- | ----------- | ----------- | ----------- | ---------- | ---------- | ------ | ------ | ------ | ------ |
| K1 maschile  | Robert Bouten | 86"26       | 88"90       | 175"16      | 14          | 88"40      | 5          | 139"59 | 9      | 227"99 | 9      |
| K1 femminile | Ariane Herde  | 102"30      | 117"98      | 222"28      | 13          | 117"60     | 10         | 114"39 | 6      | 231"99 | 6      |

## Canottaggio
| Gara                 | Atleta | Batterie | Batterie | Quarti/ Ripescaggi | Quarti/ Ripescaggi | Semifinali | Semifinali         | Finale  | Finale       |
| Gara                 | Atleta | Tempo    | Pos.     | Tempo              | Pos.               | Tempo      | Pos.               | Tempo   | Pos.         |
| -------------------- | --- | -------- | -------- | ------------------ | ------------------ | ---------- | ------------------ | ------- | ------------ |
| Singolo              | Sjoerd Hamburger | 7'27"05  | 2        | 6'57"24            | 4                  | 7'10"60    | 1 (semifinale C/D) | 6'58"71 | 1 (finale C) |
| 4 senza              | Geert Cirkel Jan-Willem Gabriëls Matthijs Vellenga Gijs Vermeulen                                                                                                 | 6'00"50  | 1        | bye                | bye                | 6'02"46    | 4                  | 6'06"37 | 2 (finale B) |
| 4 senza pesi leggeri | Paul Drewes Marshall Godschalk Gerard van der Linden Ivo Snijders                                                                                                 | 5'57"54  | 4        | 6'25"25            | 2                  | 6'08"73    | 3                  | 5'54"06 | 6            |
| Otto                 | Olaf van Andel Rogier Blink Jozef Klaassen Meindert Klem David Kuiper Diederik Simon Olivier Siegelaar Mitchel Steenman Peter Wiersum (timoniere) Reinder Lubbers | 5'40"48  | 3        | 5'42"62            | 3                  |            |                    | 5'29"26 | 4            |

| Gara                     | Atleta | Batterie | Batterie | Quarti/ Ripescaggi | Quarti/ Ripescaggi | Semifinali | Semifinali | Finale  | Finale  |
| Gara                     | Atleta | Tempo    | Pos.     | Tempo              | Pos.               | Tempo      | Pos.       | Tempo   | Pos.    |
| ------------------------ | --- | -------- | -------- | ------------------ | ------------------ | ---------- | ---------- | ------- | ------- |
| 2 di coppia pesi leggeri | Marit van Eupen Kirsten van der Kolk | 6'50"90  | 1        | bye                | bye                | 7'03"87    | 1          | 6'54"74 | Oro     |
| Otto                     | Femke Dekker Annemiek de Haan Nienke Kingma Roline Repelaer van Driel Annemarieke van Rumpt Sarah Siegelaar Marlies Smulders Helen Tanger Ester Workel (timoniere) | 6'07"41  | 2        | 6'11"58            | 2                  |            |            | 6'07"22 | Argento |

## Ciclismo

### BMX
| Gara          | Atleta                 | Qualificazione | Qualificazione | Quarti | Quarti | Semifinali | Semifinali | Finale | Finale |
| Gara          | Atleta                 | Tempo          | Pos.           | Punti  | Pos.   | Punti      | Pos.       | Tempo  | Pos.   |
| ------------- | ---------------------- | -------------- | -------------- | ------ | ------ | ---------- | ---------- | ------ | ------ |
| BMX maschile  | Raymon van der Biezen  | 36"112         | 5              | 10     | 7      | 14         | 4          |        |        |
| BMX maschile  | Rob van den Wildenberg | 36"522         | 18             | 8      | 2      | 9          | 2          | 39"772 | 5      |
| BMX maschile  | Robert de Wilde        | 36"803         | 23             | 18     | 7      |            |            |        |        |
| BMX femminile | Lieke Klaus            | 38"709         | 11             |        |        | 13         | 5          |        |        |

### Su pista
| Gara                 | Atleta                                                  | Qualificazione | Qualificazione | Secondo turno | Secondo turno      | Secondo turno | Finale | Finale     |
| Gara                 | Atleta                                                  | Tempo          | Pos.           | Tempo         | Avversario         | Pos.          | Tempo  | Avversario |
| -------------------- | ------------------------------------------------------- | -------------- | -------------- | ------------- | ------------------ | ------------- | ------ | ---------- |
| Individuale maschile | Jens Mouris                                             | 4'27"445       | 13             |               |                    |               |        |            |
| Individuale maschile | Jenning Huizenga                                        | 4'3"097        | 18             |               |                    |               |        |            |
| Squadre maschile     | Levi Heimans Jens Mouris Robert Slippens Wim Stroetinga | 4'04"806       | 6              | doppiati      | Australia 3'58"633 | -             |        |            |

| Maschile         | Theo Bos                       | 10"318 | 9  | Mark French (Australia) Vinto (10"959)                                  | Kévin Sireau (Francia) Vinto (10"777)                       | Mickaël Bourgain (Francia) 0-2 |                                        |                       |
| Maschile         | Teun Mulder                    | 10"373 | 13 | Maximilian Levy (Germania) Perso (10"840) Primo nei ripescaggi (10"889) | Stefan Nimke (Germania) Vinto (10"888)                      | Maximilian Levy (Germania) 0-2 |                                        |                       |
| Femminile        | Yvonne Hijgenaar               | 11"533 | 10 |                                                                         | Anna Meares (Australia) Perso (10"663) Terza nei ripescaggi |                                |                                        |                       |
| Femminile        | Willy Kanis                    | 11"167 | 4  |                                                                         | Lisandra Guerra (Cuba) Vinto (12"155)                       | Jennie Reed (Stati Uniti) 2-0  | Victoria Pendleton (Gran Bretagna) 0-2 | Guo Shuang (Cina) 0-2 |
| Squadre maschile | Theo Bos Teun Mulder Tim Veldt | 44"213 | 4  |                                                                         |                                                             |                                | Australia Perso (44"212)               |                       |

| Gara                    | Atleta                  | Punti | Pos. |
| ----------------------- | ----------------------- | ----- | ---- |
| Corsa a punti maschile  | Peter Schep             | 0     | 20   |
| Corsa a punti femminile | Marianne Vos            | 30    | Oro  |
| Madison maschile        | Peter Schep Jens Mouris | 6     | 8    |

| Atleta      | Preliminari | Ripescaggi   | Semifinale   | Finale |
| ----------- | ----------- | ------------ | ------------ | ------ |
| Theo Bos    | 2           |              | non concluso |        |
| Teun Mulder | 3           | squalificato |              |        |

### Su strada e Cross country
| Gara                     | Atleta                | Tempo        | Posizione    |
| ------------------------ | --------------------- | ------------ | ------------ |
| Corsa in linea maschile  | Stef Clement          | non concluso | non concluso |
| Corsa in linea maschile  | Laurens ten Dam       | 6h 34'26"    | 65           |
| Corsa in linea maschile  | Robert Gesink         | 6h 24'07"    | 10           |
| Corsa in linea maschile  | Karsten Kroon         | non concluso | non concluso |
| Corsa in linea maschile  | Niki Terpstra         | non concluso | non concluso |
| Cronometro maschile      | Stef Clement          | 1h 04'59"42  | 9            |
| Cronometro maschile      | Robert Gesink         | 1h 05'02"88  | 10           |
| Corsa in linea femminile | Chantal Beltman       | 3h 37'02"    | 47           |
| Corsa in linea femminile | Mirjam Melchers       | 3h 33'17"    | 36           |
| Corsa in linea femminile | Marianne Vos          | 3h 32'45"    | 6            |
| Cronometro femminile     | Mirjam Melchers       | 37'51"59     | 18           |
| Cronometro femminile     | Marianne Vos          | 36'58"67     | 14           |
| Cross country maschile   | Bart Brentjens        | -2 giri      | -            |
| Cross country maschile   | Rudi van Houts        | -2 giri      | -            |
| Cross country femminile  | Elsbeth van Rooy-Vink | 1h 53'30"    | 14           |

## Equitazione
| Gara        | Atleta   | Cavallo  | Dressage | Cross country | Salto | Salto di finale | Totale | Posizione |
| ----------- | -------- | -------- | -------- | ------------- | ----- | --------------- | ------ | --------- |
| Individuale | Tim Lips | Oncarlos | 52,60    | 22,40         | 0     | 0               | 75,00  | 15        |

| Gara        | Atleta                                                           | Cavallo       | Test   | Test | Special test | Special test | Freestyle | Freestyle | Totale | Totale  |
| Gara        | Atleta                                                           | Cavallo       | Punti  | Pos. | Punti        | Pos.         | Punti     | Pos.      | Punti  | Pos.    |
| ----------- | ---------------------------------------------------------------- | ------------- | ------ | ---- | ------------ | ------------ | --------- | --------- | ------ | ------- |
| Individuale | Anky van Grunsven                                                | Salinero      | 74,750 | 2    | 74,960       | 2            | 82,400    | 1         | 78,680 | Oro     |
| Individuale | Hans Peter Minderhoud                                            | Exquis Nadine | 69,625 | 11   | 70,920       | 7            | 75,150    | 5         | 73,035 | 5       |
| Individuale | Imke Schellekens-Bartels                                         | Sunrise       | 70,875 | 5    | non partito  | non partito  |           |           |        |         |
| Squadre     | Anky van Grunsven Hans Peter Minderhoud Imke Schellekens-Bartels | v. sopra      |        |      |              |              |           |           | 71,750 | Argento |

| Gara        | Atleta                                                      | Cavallo                | Qualificazioni | Qualificazioni | Qualificazioni | Qualificazioni | Qualificazioni | Qualificazioni | Finale  | Finale  | Finale  | Finale  | Finale | Finale | Spareggio    | Spareggio |
| Gara        | Atleta                                                      | Cavallo                | Turno 1        | Turno 1        | Turno 2        | Turno 2        | Turno 3        | Turno 3        | Turno A | Turno A | Turno B | Turno B | Totale | Totale | Spareggio    | Spareggio |
| Gara        | Atleta                                                      | Cavallo                | Pen.           | Pos.           | Pen.           | Pos.           | Pen.           | Pos.           | Pen.    | Pos.    | Pen.    | Pos.    | Pen.   | Pos.   | Tempo + Pen. | Pos.      |
| ----------- | ----------------------------------------------------------- | ---------------------- | -------------- | -------------- | -------------- | -------------- | -------------- | -------------- | ------- | ------- | ------- | ------- | ------ | ------ | ------------ | --------- |
| Individuale | Angelique Hoorn                                             | Blauwendraad's O'Brien | 4              | 30             | 4              | 16             | 8              | 18             | 0       | 1       | 4       | 3       | 4      | 3      | 36"89 + 8    | 9         |
| Individuale | Marc Houtzager                                              | Opium VS               | 2              | 28             | 1              | 7              | 5              | 8              | 0       | 1       | 4       | 3       | 4      | 3      | 36"77 + 8    | 8         |
| Individuale | Gerco Schröder                                              | Monaco                 | 5              | 39             | 12             | 37             | 4              | 29             | 4       | 11      | 12      | 18      | 16     | 18     |              |           |
| Individuale | Vincent Voorn                                               | Alpapillon-Armanie     | 0              | 1              | 16             | 35             | 27             | 44             |         |         |         |         |        |        |              |           |
| Squadre     | Angelique Hoorn Marc Houtzager Gerco Schröder Vincent Voorn | v. sopra               | 6              | 6              |                |                |                |                | 17      | 6       | 17      | 4       | 34     | 4      |              |           |

## Ginnastica

### Ginnastica artistica
| Gara                     | Atleta          | Volteggio | Corpo libero | Cavallo con maniglie | Anelli | Parallele | Sbarra | Trave  | Totale | Posizione | Finali  |
| ------------------------ | --------------- | --------- | ------------ | -------------------- | ------ | --------- | ------ | ------ | ------ | --------- | ------- |
| Qualificazioni maschili  | Epke Zonderland | -         | -            | -                    | -      | -         | 15,750 |        | 15,750 | 98        | sbarra  |
| Qualificazioni femminili | Suzanne Harmes  | 14,825    | 13,825       |                      |        | 13,825    |        | 14,600 | 57,075 | 32        | nessuna |

| Gara            | Atleta          | Punteggio | Posizione |
| --------------- | --------------- | --------- | --------- |
| Sbarra maschile | Epke Zonderland | 15,000    | 7         |

## Hockey su prato

### Torneo maschile
La nazionale olandese si è qualificata per i Giochi vincendo il campionato europeo del 2007.

#### Squadra
La squadra era formata da:
- Thomas Boerma
- Matthijs Brouwer
- Ronald Brouwer
- Jeroen Delmee
- Geert-Jan Derikx
- Rob Derikx
- Laurence Docherty
- Jeroen Hertzberger
- Rogier Hofman
- Robert van der Horst
- Timme Hoyng
- Teun de Nooijer
- Guus Vogels
- Taeke Taekema
- Sander van der Weide
- Roderick Weusthof

#### Prima fase
| Data     | Ora locale | Partita     | Partita | Partita       |
| -------- | ---------- | ----------- | ------- | ------------- |
| 11.08.08 | 21.00      | Paesi Bassi | 5-0     | Sudafrica     |
| 13.08.08 | 21.00      | Paesi Bassi | 1-0     | Gran Bretagna |
| 15.08.08 | 10.30      | Paesi Bassi | 4-2     | Canada        |
| 17.08.08 | 20.30      | Australia   | 2-2     | Paesi Bassi   |
| 19.08.08 | 08.30      | Paesi Bassi | 4-2     | Pakistan      |

| Squadra       | P.ti | G | V | P | S | GF | GS | DR  |
| ------------- | ---- | - | - | - | - | -- | -- | --- |
| Paesi Bassi   | 13   | 5 | 4 | 1 | 0 | 16 | 6  | +10 |
| Australia     | 11   | 5 | 3 | 2 | 0 | 24 | 7  | +17 |
| Gran Bretagna | 8    | 5 | 2 | 2 | 1 | 10 | 7  | +3  |
| Pakistan      | 6    | 5 | 2 | 0 | 3 | 11 | 13 | -2  |
| Canada        | 4    | 5 | 1 | 1 | 3 | 10 | 17 | −7  |
| Sudafrica     | 0    | 5 | 0 | 0 | 5 | 4  | 25 | −21 |

#### Seconda fase
Semifinale
| Arbitro: | David Gentles (AUS), John Wright (RSA) |

|           |           |               |
| Hoyng 66' | Marcatori | 68' P. Zeller |

Finale per il bronzo
| Arbitro: | Andy Mair (GBR), Christian Blasch (GER) |

|                                                               |           |                            |
| Ockenden 5', 6' Abbot 9' Matheson 28' Hammond 42' Doerner 62' | Marcatori | Taekema 12' de Nooijer 27' |

### Torneo femminile
La nazionale olandese si è qualificata per i Giochi ottenendo il secondo posto al campionato europeo del 2007.

#### Squadra
La squadra era formata da:
- Marilyn Agliotti
- Naomi van As
- Minke Booij
- Wieke Dijkstra
- Miek van Geenhuizen
- Maartje Goderie
- Eva de Goede
- Ellen Hoog
- Fatima Moreira de Melo
- Eefke Mulder
- Maartje Paumen
- Sophie Polkamp
- Lisanne de Roever
- Janneke Schopman
- Minke Smabers
- Lidewij Welten

#### Prima fase
| Data     | Ora locale | Partita     | Partita | Partita       |
| -------- | ---------- | ----------- | ------- | ------------- |
| 10.08.08 | 20.30      | Paesi Bassi | 6-0     | Sudafrica     |
| 12.08.08 | 20.30      | Paesi Bassi | 3-2     | Corea del Sud |
| 14.08.08 | 08.30      | Cina        | 0-1     | Paesi Bassi   |
| 16.08.08 | 10.30      | Australia   | 1-2     | Paesi Bassi   |
| 18.08.08 | 18.30      | Paesi Bassi | 2-0     | Spagna        |

| Squadra          | P.ti | G | V | P | S | GF | GS | DR  |
| ---------------- | ---- | - | - | - | - | -- | -- | --- |
| 1. Paesi Bassi   | 15   | 5 | 5 | 0 | 0 | 14 | 3  | +11 |
| 2. Cina          | 10   | 5 | 3 | 1 | 1 | 14 | 4  | +10 |
| 3. Australia     | 10   | 5 | 3 | 1 | 1 | 17 | 9  | +8  |
| 4. Spagna        | 6    | 5 | 2 | 0 | 3 | 4  | 12 | −8  |
| 5. Corea del Sud | 3    | 5 | 1 | 0 | 4 | 13 | 18 | −5  |
| 6. Sudafrica     | 0    | 5 | 0 | 0 | 5 | 2  | 18 | −16 |

#### Seconda fase
Semifinale
| Arbitro: | Marelize de Klerk (RSA), Sarah Garnett (NZL) |

|                                           |           |                     |
| Paumen 9', 25', 47' Agliotti 31' Hoog 68' | Marcatori | 59' Russo 69' Gulla |

Finale
| Arbitro: | Soledad Iparraguirre (ARG), Carolina de la Fuente (ARG) |

|                                      |           |  |
| Naomi van As 51' Maartje Goderie 62' | Marcatori |  |

## Judo
| Gara    | Atleta               | Tabellone principale                          | Tabellone principale                     | Tabellone principale                      | Tabellone principale                    | Tabellone principale | Ripescaggi | Ripescaggi | Ripescaggi | Ripescaggi                             |
| Gara    | Atleta               | Sedicesimi                                    | Ottavi                                   | Quarti                                    | Semifinali                              | Finale               | 1º turno   | Quarti     | Semifinali | Finale                                 |
| ------- | -------------------- | --------------------------------------------- | ---------------------------------------- | ----------------------------------------- | --------------------------------------- | -------------------- | ---------- | ---------- | ---------- | -------------------------------------- |
| 60 kg   | Ruben Houkes         | Frazer Will (Canada) 0011-0001                | Lavrentios Alexanidis (Grecia) 0001-0000 | Javier Guedez (Venezuela) 0010-0001       | Choi Min-Ho (Corea del Sud) 0000-1000   |                      |            |            |            | Gal Yekutiel (Israele) 1000-0000       |
| 66 kg   | Dex Elmont           | Edson Madeira (Mozambico) 1000-0000           | Taylor Takata (Stati Uniti) 0000-0001    |                                           |                                         |                      |            |            |            |                                        |
| 81 kg   | Guillaume Elmont     | Damdinsürengiin Nyamkhüü (Mongolia) 0001-0000 | Giuseppe Maddaloni (Italia) 1001-0000    | Srdjan Mrvaljevic (Montenegro) 0010-0000  | Kim Jaebum (Corea del Sud) 0000-0001    |                      |            |            |            | Tiago Camilo (Brasile) 0001-1100       |
| 90 kg   | Mark Huizinga        | Īlias Īliadīs (Grecia) 1010-0001              | Sergei Aschwanden (Svizzera) 0010-1101   |                                           |                                         |                      |            |            |            |                                        |
| 100 kg  | Henk Grol            | Luciano Correa (Brasile) 0210-0001            | Arik Ze'evi (Israele) 0010-0001          | Przemyslaw Matyjaszek (Polonia) 1000-0000 | Ashkat Zhitkeyev (Kazakistan) 0100-1010 |                      |            |            |            | Levan Zhorzholiani (Georgia) 0020-0000 |
| +100 kg | Dennis van der Geest | Tamerlan Tmenov (Russia) 0000-0101            |                                          |                                           |                                         |                      |            |            |            |                                        |

| Gara   | Atleta                 | Tabellone principale                  | Tabellone principale                         | Tabellone principale                 | Tabellone principale            | Tabellone principale                  | Ripescaggi | Ripescaggi                                  | Ripescaggi                        | Ripescaggi                        |
| Gara   | Atleta                 | Sedicesimi                            | Ottavi                                       | Quarti                               | Semifinali                      | Finale                                | 1º turno   | Quarti                                      | Semifinali                        | Finale                            |
| ------ | ---------------------- | ------------------------------------- | -------------------------------------------- | ------------------------------------ | ------------------------------- | ------------------------------------- | ---------- | ------------------------------------------- | --------------------------------- | --------------------------------- |
| 57 kg  | Deborah Gravenstijn    | bye                                   | Ketleyn Quadros (Brasile) 0001-0000          | Isabel Fernández (Spagna) 0001-0000  | Xu Yan (Cina) 0100-0010         | Giulia Quintavalle (Italia) 0001-0011 |            |                                             |                                   |                                   |
| 63 kg  | Elisabeth Willeboordse | Vera Koval (Russia) 0012-0010         | Kahina Saidi (Algeria) 1100-0001             | Won Ok-Im (Corea del Nord) 0000-0200 |                                 |                                       |            | Daniela Yael Krukower (Argentina) 0230-0000 | Urška Žolnir (Slovenia) 0001-0000 | Driulis González (Cuba) 0001-0000 |
| 70 kg  | Edith Bosch            | Sisilia Rasokisoki (Russia) 1000-0001 | Rachida Ouerdane (Algeria) 0110-0010         | Ronda Rousey (Stati Uniti) 1000-0000 | Masae Ueno (Giappone) 0001-0110 |                                       |            |                                             |                                   | Leire Iglesias (Spagna) 1001-0000 |
| +78 kg | Carola Uilenhoed       | bye                                   | Dorjgotovyn Tserenkhand (Mongolia) 0001-0010 |                                      |                                 |                                       |            |                                             |                                   |                                   |

## Nuoto
| Gara                           | Atleta                                                                   | Batterie | Batterie | Semifinali | Semifinali | Finale     | Finale |
| Gara                           | Atleta                                                                   | Tempo    | Pos.     | Tempo      | Pos.       | Tempo      | Pos.   |
| ------------------------------ | ------------------------------------------------------------------------ | -------- | -------- | ---------- | ---------- | ---------- | ------ |
| 50 m stile libero              | Robert Lijesen                                                           | 22"51    | 32       |            |            |            |        |
| 100 m stile libero             | Pieter van den Hoogenband                                                | 47"97    | 5        | 47"68      | 3          | 47"75      | 5      |
| 100 m stile libero             | Mitja Zastrow                                                            | 49"61    | 38       |            |            |            |        |
| 100 m dorso                    | Nick Driebergen                                                          | 55"31    | 28       |            |            |            |        |
| 200 m dorso                    | Nick Driebergen                                                          | 2'00"24  | 24       |            |            |            |        |
| 100 m rana                     | Thijs van Valkengoed                                                     | 1'01"32  | 26       |            |            |            |        |
| 200 m rana                     | Robin van Aggele                                                         | 2'17"14  | 48       |            |            |            |        |
| 100 m farfalla                 | Robin van Aggele                                                         | 52"26    | 20       |            |            |            |        |
| 200 m misti                    | Robin van Aggele                                                         | 2'04"33  | 39       |            |            |            |        |
| Staffetta 4x100 m stile libero | Mitja Zastrow Pieter van den Hoogenband Bas van Velthoven Robert Lijesen |          |          | 3'14"90    | 10         |            |        |
| Fondo 10 km                    | Maarten van der Weijden                                                  |          |          |            |            | 1h 51'51"6 | Oro    |

| Gara                           | Atleta                                                                                                 | Batterie | Batterie | Semifinali | Semifinali | Finale     | Finale |
| Gara                           | Atleta                                                                                                 | Tempo    | Pos.     | Tempo      | Pos.       | Tempo      | Pos.   |
| ------------------------------ | --- | -------- | -------- | ---------- | ---------- | ---------- | ------ |
| 50 m stile libero              | Marleen Veldhuis                                                                                       | 24"38    | 2        | 24"46      | 4          | 24"26      | 5      |
| 50 m stile libero              | Hinkelien Schreuder                                                                                    | 25"00    | 12       | 24"52      | 6          | 24"65      | 7      |
| 100 m stile libero             | Marleen Veldhuis                                                                                       | 53"76    | 3        | 53"81      | 2          | 54"21      | 6      |
| 100 m stile libero             | Inge Dekker                                                                                            | 55"23    | 24       |            |            |            |        |
| 200 m stile libero             | Ranomi Kromowidjojo                                                                                    | 2'00"02  | 23       |            |            |            |        |
| 100 m rana                     | Jolijn van Valkengoed                                                                                  | 1'11"26  | 35       |            |            |            |        |
| 100 m farfalla                 | Inge Dekker                                                                                            | 58"22    | 9        | 58"20      | 7          | 58"54      | 8      |
| 100 m farfalla                 | Chantal Groot                                                                                          | 59"35    | 20       |            |            |            |        |
| 200 m misti                    | Femke Heemskerk                                                                                        | 2'16"28  | 28       |            |            |            |        |
| Staffetta 4x100 m stile libero | Ranomi Kromowidjojo Hinkelien Schreuder Femke Heemskerk Manon van Rooijen Inge Dekker Marleen Veldhuis |          |          | 3'37"61    | 4          | 3'33"76    | Oro    |
| Staffetta 4x200 m stile libero | Femke Heemskerk Ranomi Kromowidjojo Saskia de Jonge Manon van Rooijen                                  |          |          | 7'56"60    | 11         |            |        |
| Staffetta 4x100 m misti        | Femke Heemskerk Jolijn van Valkengoed Inge Dekker Ranomi Kromowidjojo                                  |          |          | 4'04"74    | 14         |            |        |
| Fondo 10 km                    | Edith van Dijk                                                                                         |          |          |            |            | 2h 00'02"8 | 14     |

## Nuoto sincronizzato
| Gara | Atlete                                     | Technical Routine | Technical Routine | Free Routine (preliminari) | Free Routine (preliminari) | Free Routine (finale) | Free Routine (finale) | Punteggio totale | Posizione finale |
| Gara | Atlete                                     | Punteggio         | Pos.              | Punteggio                  | Pos.                       | Punteggio             | Pos.                  | Punteggio totale | Posizione finale |
| ---- | ------------------------------------------ | ----------------- | ----------------- | -------------------------- | -------------------------- | --------------------- | --------------------- | ---------------- | ---------------- |
| Duo  | Bianca van der Velden Sonja van der Velden | 45,584            | 10                | 45,834                     | 9                          | 46,083                | 9                     | 91,667           | 9                |

## Pallanuoto

### Torneo femminile

#### Squadra
La squadra era formata da:
- Ilse van der Meijden (portiere)
- Yasemin Smit (centrovasca)
- Mieke Cabout (difensore)
- Biurakn Hakhverdian (difensore)
- Marieke van den Ham (difensore)
- Daniëlle de Bruijn (difensore)
- Iefke van Belkum (centroboa)
- Noeki Klein (centroboa)
- Gillian van den Berg (difensore)
- Alette Sijbring(centrovasca)
- Rianne Guichelaa (difensore)
- Simone Koot (difensore)
- Meike de Nooy (portiere)

#### Prima fase
| Data      | Ora   | Partita     | Partita | Partita     |
| --------- | ----- | ----------- | ------- | ----------- |
| 11 agosto | 13:00 | Ungheria    | 11 - 9  | Paesi Bassi |
| 13 agosto | 14:20 | Paesi Bassi | 9 - 6   | Grecia      |
| 15 agosto | 13:00 | Australia   | 10 - 9  | Paesi Bassi |

|    | Squadra     | Pti | G | V | P | S | GF | GS | Diff |
| -- | ----------- | --- | - | - | - | - | -- | -- | ---- |
| 1. | Ungheria    | 5   | 3 | 2 | 1 | 0 | 28 | 20 | +8   |
| 2. | Australia   | 5   | 3 | 2 | 1 | 0 | 25 | 22 | +3   |
| 3. | Paesi Bassi | 2   | 3 | 1 | 0 | 2 | 27 | 27 | 0    |
| 4. | Grecia      | 0   | 3 | 0 | 0 | 3 | 16 | 27 | -11  |

#### Seconda fase
Quarti di finale
| Arbitri: | Bock (GER) Argyros (GRE) |

|           |           |           |
| 4: Zanchi | Marcatori | 4: Cabout |

Semifinale
| Arbitri: | Brguljan (MNE) Antsiferov (RUS) |

|          |           |                            |
| 3: Pelle | Marcatori | 3: Van den Ham, Van Belkum |

Finale
| Arbitri: | Kiszelly (HUN) Caputi (ITA) |

|             |           |              |
| 2: Steffens | Marcatori | 7: De Bruijn |

## Scherma
| Gara                           | Atleta           | Turno 1                      | Sedicesimi                         | Ottavi                          | Quarti                           | Semifinali | Finale |
| ------------------------------ | ---------------- | ---------------------------- | ---------------------------------- | ------------------------------- | -------------------------------- | ---------- | ------ |
| Spada individuale maschile     | Bas Verwijlen    | bye                          | Wang Lei (Cina) 15-10              | Michael Kauter (Svizzera) 15-13 | Matteo Tagliariol (Italia) 11-15 |            |        |
| Fioretto individuale femminile | Indra Angad-Gaur | Eman El Gammal (Egitto) 13-4 | Margherita Granbassi (Italia) 6-11 |                                 |                                  |            |        |

## Softball
La nazionale olandese si è qualificata per i Giochi vincendo il torneo preolimpico europeo-africano.

### Squadra
- Noémi Boekel
- Marloes Fellinger
- Sandra Gouverneur
- Petra van Heijst
- Judith van Kampen
- Kim Kluijskens
- Saskia Kosterink
- Jolanda Kroesen
- Daisy de Peinder
- Marjan Smit
- Rebecca Soumeru
- Nathalie Timmermans
- Ellen Venker
- Britt Vonk
- Kristi de Vries

### Prima fase
| Data      | Ora locale | Partita     | Partita        | Partita       |
| --------- | ---------- | ----------- | -------------- | ------------- |
| 12 agosto | 17.00      | Paesi Bassi | 2-10           | Cina          |
| 13 agosto | 19.30      | Paesi Bassi | 2-9 (6 inning) | Canada        |
| 14 agosto | 17.00      | Giappone    | 3-0            | Paesi Bassi   |
| 15 agosto | 19.30      | Venezuela   | 8-0 (5 inning) | Paesi Bassi   |
| 16 agosto | 17.00      | Paesi Bassi | 0-8            | Australia     |
| 17 agosto | 19.30      | Stati Uniti | 8-0 (5 inning) | Paesi Bassi   |
| 18 agosto | 09.30      | Paesi Bassi | 4-2            | Taipei cinese |

|  | Qualificate alle semifinali |
|  | Eliminate                   |

| Squadra       | Gioc | Vinte | Perse | Pt.fat | Pt.sub | Perc  |
| ------------- | ---- | ----- | ----- | ------ | ------ | ----- |
| Stati Uniti   | 7    | 7     | 0     | 53     | 1      | 1.000 |
| Giappone      | 7    | 6     | 1     | 23     | 13     | .857  |
| Australia     | 7    | 5     | 2     | 30     | 11     | .714  |
| Canada        | 7    | 3     | 4     | 17     | 23     | .429  |
| Cina          | 7    | 2     | 5     | 19     | 21     | .286  |
| Taipei cinese | 7    | 2     | 5     | 10     | 23     | .286  |
| Venezuela     | 7    | 2     | 5     | 15     | 35     | .286  |
| Paesi Bassi   | 7    | 1     | 6     | 8      | 48     | .143  |

## Taekwondo
| Gara  | Atleta         | Tabellone principale            | Tabellone principale | Tabellone principale | Tabellone principale | Ripescaggi                   | Ripescaggi |  |
| Gara  | Atleta         | Ottavi                          | Quarti               | Semifinali           | Finale               | Semifinali                   | Finale     |  |
| ----- | -------------- | ------------------------------- | -------------------- | -------------------- | -------------------- | ---------------------------- | ---------- |  |
| 68 kg | Dennis Bekkers | Son Tae-Jin (Corea del Sud) 3-4 |                      |                      |                      | Servet Tazegül (Turchia) 2-3 |            |  |

## Tennis tavolo
| Gara              | Atleta  | Preliminari | Turno 1 | Turno 2                                               | Turno 3                                                     | Turno 4                                                      | Quarti | Semifinali | Finale |
| ----------------- | ------- | ----------- | ------- | ----------------------------------------------------- | ----------------------------------------------------------- | ------------------------------------------------------------ | ------ | ---------- | ------ |
| Singolo femminile | Li Jiao | bye         | bye     | bye                                                   | Ni Xialian (Lussemburgo) 4-1 (6–11, 11–8, 11–9, 11–8, 11–8) | Guo Yue (Cina) 0-4 (2–11, 6–11, 3–11, 11–13)                 |        |            |        |
| Singolo femminile | Li Jie  | bye         | bye     | Zhu Fang (Spagna) 4-1 (8–11, 11–4, 11–7, 14–12, 11–5) | Liu Jia (Austria) 4-1 (11–5, 11–8, 9–11, 12–10, 11–3)       | Feng Tianwei (Singapore) 1-4 (11–7, 11–13, 7–11, 5–11, 4–11) |        |            |        |

### Gara a squadre femminile
La squadra era formata da Li Jiao, Li Jie ed Elena Timina.

#### Prima fase
| 13 agosto 2008 | Paesi Bassi | 3 – 0 | Nigeria |  |

| 13 agosto 2008 | Paesi Bassi | 1 – 3 | Stati Uniti |  |

| 14 agosto 2008 | Singapore | 3 – 0 | Paesi Bassi |  |

| Squadra     | P.ti | G | V | P | GV | GP |
| ----------- | ---- | - | - | - | -- | -- |
| Singapore   | 6    | 3 | 3 | 0 | 9  | 0  |
| Stati Uniti | 5    | 3 | 2 | 1 | 6  | 4  |
| Paesi Bassi | 4    | 3 | 1 | 2 | 4  | 6  |
| Nigeria     | 3    | 3 | 0 | 3 | 0  | 9  |

## Triathlon
| Gara           | Atleta       | Nuoto  | Ciclismo  | Corsa  | Tempo totale | Posizione |
| -------------- | ------------ | ------ | --------- | ------ | ------------ | --------- |
| Gara maschile  | Sander Berk  | 18'13" | 59'06"    | 33'57" | 1h 52'18"09  | 31        |
| Gara femminile | Lisa Mensink | 20'03" | 1h 07'44" | 41'30" | 2h 10'18"98  | 45        |

## Vela
| Gara              | Atleta                                     | Regata | Regata | Regata | Regata | Regata | Regata | Regata | Regata | Regata     | Regata     | Regata | Punteggio | Pos.    |
| Gara              | Atleta                                     | 1      | 2      | 3      | 4      | 5      | 6      | 7      | 8      | 9          | 10         | M      | Punteggio | Pos.    |
| ----------------- | ------------------------------------------ | ------ | ------ | ------ | ------ | ------ | ------ | ------ | ------ | ---------- | ---------- | ------ | --------- | ------- |
| Windsurf maschile | Casper Bouman                              | 20     | 27     | 21     | 22     | 4      | 1      | 1      | 2      | 20         | 21         |        | 112       | 15      |
| Laser maschile    | Rutger van Schaardenburg                   | 32     | 29     | 34     | 32     | 25     | 18     | 38     | 26     | 20         | cancellata |        | 216       | 37      |
| 470 maschile      | Kalle Coster Sven Coster                   | 11     | 15     | 12     | 2      | 8      | 15     | 2      | 8      | 4          | 2          | 14     | 78        | 4       |
| 470 femminile     | Lobke Berkhout Marcelien de Koning         | 3      | 1      | 9      | 5      | 2      | 2      | 10     | 7      | 4          | 16         | 10     | 53        | Argento |
| Yngling           | Annemieke Bes Mandy Mulder Merel Witteveen | 9      | 1      | 2      | 13     | 1      | 5      | 4      | 1      | cancellate | cancellate | 8      | 31        | Argento |
| Finn              | Pieter-Jan Postma                          | 19     | 15     | 16     | 22     | 15     | 2      | 10     | 16     |            |            |        | 93        | 14      |
| Tornado           | Mitch Booth Pim Nieuwenhuis                | 3      | 13     | 8      | 3      | 10     | 2      | 8      | 2      | 11         | 10         | 6      | 64        | 5       |